# خوسيه غوزمان (لاعب كرة قاعدة)
خوسيه غوزمان (بالإنجليزية: José Guzmán)‏ هو لاعب كرة قاعدة أمريكي، ولد في 9 أبريل 1963 في Santa Isabel, Puerto Rico ‏ في الولايات المتحدة.

## وصلات خارجية
- خوسيه غوزمان على موقعبيزبول رفرنس.كوم (الدوري الرئيسي) (الإنجليزية)